# Bobsleigh als Jocs Olímpics d'Hivern de 1932
Als Jocs Olímpics d'Hivern de 1932 celebrats a la ciutat de Lake Placid (Estats Units d'Amèrica) es disputaren dues proves de bobsleigh, ambudes en categoria masculina. Es realitzà una prova de bobs a 2 i una altra de bobs a 4 entre els dies 9 i 15 de febrer de 1932 a les instal·lacions de Lake Placid.

## Comitès participants
Hi participaren un total de 41 competidors de 8 comitès nacionals diferents:
| - Alemanya (9) - Àustria (2) - Bèlgica (4) - Estats Units (12) |  | - França (2) - Itàlia (4) - Romania (4) - Suïssa (4) |

## Resum de medalles
| Prova            | Or                                                                           | Argent                                                                             | Bronze                                                                           |
| Bobs a 2 Detalls | Estats Units · USA IHubert Stevens · Curtis Stevens                          | Suïssa · Suïssa IIReto Capadrutt · Oscar Geier                                     | Estats Units · USA IIJohn Heaton · Robert Minton                                 |
| Bobs a 4 Detalls | Estats Units · USA IBilly Fiske · Edward Eagan · Clifford Gray · Jay O'Brien | Estats Units · USA IIHenry Homburger · Percy Bryant · Paul Stevens · Edmund Horton | Alemanya · Alemanya IHanns Kilian · Max Ludwig · Hans Mehlhorn · Sebastian Huber |

## Medaller
| Posició | País         | Or | Argent | Bronze | Total |
| 1       | Estats Units | 2  | 1      | 1      | 4     |
| 2       | Suïssa       | 0  | 1      | 0      | 1     |
| 3       | Alemanya     | 0  | 0      | 1      | 1     |
|         |              |    |        |        |       |
| Total   | Total        | 2  | 2      | 2      | 6     |